# Lepus yarkandensis
Lepus yarkandensis (Заєць яркендський) — вид ссавців ряду Зайцеподібні.

## Поширення
Країна проживання: Китай (Сіньцзян). Переважним місцем проживання є ліси тополі, тамариксу і чагарникові зарості вздовж річок.

## Поведінка
В основному активні вночі з головною діяльністю рано вранці і після заходу сонця, але він може також спостерігатися протягом дня. Харчується в основному травами і також може споживати сільськогосподарські культури.
Сезон розмноження триває з лютого, можливо, до вересня. Розмір виводку: від двох до п'яти дитинчат, буває 2—3 приплоди на рік.

## Морфологічні ознаки
Це дрібний вид з довжиною тіла від 28,5 до 43 см і вагою від 1,1 до 1,9 кг. Голова, тіло і верхня частина хвоста пофарбовані в бежевий колір з рожевим відтінком влітку. Боки жовтувато-піщаного кольору і черево біле. Нема почорнілої шерсті на хвості. Довгі вуха також не мають чорних кінчиків.